# BÍ/Bolungarvík
BÍ/Bolungarvík ist ein Fußballklub aus der isländischen Region Westfjorde, dessen Wurzeln bis in das Jahr 1907 zurückreichen. Er entstand im Mai 2006 aus einer Fusion des Fußballvereins Boltafélag Ísafjarðar (BÍ 88) mit dem Sportklub UMF Bolungarvík. Die Männermannschaft stieg 2008 in die dritthöchste sowie 2010 in die zweithöchste isländische Fußballliga auf, der sie bis 2015 angehörte.
Die Frauenmannschaft spielt ebenfalls in der zweithöchsten Spielklasse.